# ASV Hertha Wien
ASV Hertha Wien was een Oostenrijkse voetbalclub uit het Weense stadsdeel Favoriten die bestond van 1904 tot 1940. In totaal speelde de club 17 seizoenen in de hoogste klasse. Clubkleuren waren blauw-wit.

## Geschiedenis

### Oprichtingen beginjaren
In 1904 richtten jeugdspelers van SpC Rudolfshügel Wien die zich van de club afscheurden Allgemeine Sport Verein Hertha op. Drie jaar later sloot Hertha zich aan bij de Oostenrijkse voetbalbond en werd in de 2de klasse ingedeeld. In 1911 promoveerde naar de 1ste klasse. 1911/12 wordt pas als het eerste officiële kampioenschap erkend in Oostenrijk dus was Hertha meteen medeoprichter van die klasse.
De promotie was wel omstreden, de eigenlijke kampioen van de 2de klasse was Rennweger SV 1901, maar vele clubs protesteerden omdat het terrein van Rennweger één meter te kort was. Door het protest werden alle thuiswedstrijden op 0-3 gezet en eindigde Rennweger laatste. Na enkele kwalificatiespelen promoveerde Hertha uiteindelijk.

### De eerste jaren in de hoogste klasse
Hertha begon goed aan het seizoen met een 5-1-overwinning op Viktoria Wien (Viktoria trok zich na 4 wedstrijden terug en fusioneerde met Vienna Cricketer). Uiteindelijk bleek de neo-eersteklasser niet opgewassen te zijn tegen de ervaren clubs en Hertha werd 11de met evenveel punten als Rudolfshügel dat een eindronde moest spelen voor behoud. Rudolfshügel had één overwinning minder dan Hertha maar protesteerde en moest zo 2 testwedstrijden spelen tegen Hertha die met een totaalscore van 2-6 verloren werden.
Het volgende seizoen won Hertha slechts 3 wedstrijden op 18 en werd laatste. Vier wedstrijden werden geannuleerd wegens onrechtmatige spelers. Hertha speelde de eindronde tegen kampioen van 2de klasse Wacker Wien en won met 4-2. Na een voorlaatste plaats het volgende seizoen werd Hertha 5de in 1915. De Eerste Wereldoorlog eiste wel zijn tol, men verloor het stadion en ook sportief ging het achteruit, in 1916 verloor Hertha 16 wedstrijden op 18 en 3 seizoenen op rij won de club slechts 1 wedstrijd en werd telkens laatste. De oorlog zorgde er wel voor dat er geen degradatie en promotie mogelijk was zodat Hertha wel zijn eersteklasseplaats bleef behouden.

### Na de oorlog
Na de oorlog herpate Hertha zich en behaalde betere plaatsen, de 5de plaats in 1921 was het hoogtepunt. Daarna ging het weer minder, 6de in 1922, 8ste in 1923 en een degradatie in 1924. Die degradatie kwam er omdat de competitie het volgende seizoen met minder clubs was zodat er 3 teams degradeerden. 
Het volgende seizoen promoveerde Hertha weer terug samen met Floridsdorfer AC, helaas werd Hertha na één seizoen weer naar de 2de klasse verwezen. Voor de 2de klasse was de club dan weer te sterk met 103 doelpunten in 24 wedstrijden.

### Het einde
Terug in de eerste klasse werd de 6de plaats op 13 bereikt en de halve finale van de beker, in de kwartfinale schakelde Hertha Rapid Wien uit. In 1929 werd de club 9de en in 1930 degradeerde Hertha opnieuw. Na een teleurstellend resultaat in de 2de klasse trok de club zich vrijwillig terug uit de competitie. In 1940 werden de boeken volledig neergelegd.